# 班茂鎮區
班茂鎮區，為緬甸實皆省傑沙縣的鎮區。2014年人口112,668人，區域面積3,397.2平方公里。該鎮區轄下144個村莊。班茂為該鎮區之首府。

## 外部連結
- Maplandia World Gazetteer （页面存档备份，存于）